# Machlotes occidentalis
Machlotes occidentalis is een keversoort uit de familie van de knotshoutkevers (Bothrideridae). De wetenschappelijke naam van de soort werd in 1953 gepubliceerd door Borys Malkin.